# Loonwig
Met de loonwig wordt het verschil bedoeld  tussen de loonkosten voor de werkgever en het nettoloon dat de werknemer ontvangt. Het verschil ontstaat doordat de werkgever over de loonsom premies sociale zekerheid moet afdragen en daarnaast inhoudingen moet doen op het brutoloon voor de werknemersbijdragen voor de sociale zekerheid en personenbelasting. Het bedrag dat de werkgever vrijmaakt voor de tewerkstelling komt dan ook niet integraal in het loonzakje van de werknemer terecht. Alleen in een wereld zonder belastingen en socialezekerheidsbijdragen vallen loonkosten en nettoloon samen.
Concreet wil dit dus zeggen dat de loonwig gelijk is aan het verschil tussen de loonkosten (sociale zekerheid, werkgeverspremie) en het nettoloon (wat de werknemer effectief krijgt).